# Нересничка језера
Нересничка језера се налазе у источној Србији, у атару села Нересница, надомак Кучева.
Први локалитет је у засеоку Лунка, а други у засеоку Кисела Вода.

## Карактеристике
Ова језера зову и језера у Лунки, језера краља Александра, краљева језера...
Целина се састоји од неколико мањих језера углавном величине око 100 х 50 метара, која су настала вештачки, људским активностима, услед испирања злата крај Пека у периоду између Првог и Другог светског рата.
Језера у складном низу у дужини од око 2 км прате десну обалу Пека низводно према Кучеву, где се на ободима кучевских предграђа завршавају. Језера су међусобно повезана текућом водом, која на појединим местима прераста у канал широк између 5 и 15 метара.
Језера су увек бистра, јер вода не долази директно из Пека, већ из његових подземних вода, где се због песковитог земљишта формира природни филтер за пречишћавање.

## Назив
Језера су добила опште прихваћено име због села у чијој близини се налазе, али их многи зову и краљева језера.
Почетком 30 – их година 20. века, краљ Александар је основао акционарско друштво 'Нересница - Глоговица' за експлоатацију злата из златоносног Пека. Купљен је огроман рударски багер за ископавање и испирање песка, о чему данас сведоче ова минијатурна језера, па отуда и тај назив.